# 交響曲第7番 (グラズノフ)
交響曲第7番ヘ長調『田園』（Симфония № 7 «Пасторальная»）作品77は、アレクサンドル・グラズノフが作曲した交響曲である。第1楽章は1901年、後の楽章は1902年に作曲され、ベリャーエフに献呈された。
「田園」の呼び名は正式のものではないが、ベートーヴェンの田園交響曲と同じヘ長調で、第1楽章の主題が類似している。

## 初演
1902年12月21日、作曲者の指揮により行われた。

## 楽器編成
ピッコロ、フルート2、オーボエ2、クラリネット2、ファゴット2、ホルン4、トランペット2、トロンボーン3、チューバ、ティンパニ、シンバル、大太鼓、トライアングル、ハープ、弦五部

## 構成
第1楽章　アレグロ・モデラート(Allegro moderato)
木管により、田園風の主題が奏される。
第2楽章　アンダンテ(Andante)
金管によるファンファーレの後、木管、弦が加わる。
第3楽章 スケルツォ：アレグロ・ジョコーソ(Scherzo: Allegro giocoso)
弦の短い序奏の後、フルートが主題を提示する。
第4楽章　フィナーレ：アレグロ・マエストーソ(Finale: Allegro maestoso)
冒頭のボロディン風の主題はこの楽章の根幹をなすが、その他は先に出てきた3つの楽章の変形である。